# Christophe Impens
Christophe Impens (Gante, Bélgica, 9 de diciembre de 1969) es un atleta belga retirado especializado en la prueba de 3000 m, en la que consiguió ser subcampeón europeo en pista cubierta en 1996.

## Carrera deportiva
En el Campeonato Europeo de Atletismo en Pista Cubierta de 1996 ganó la medalla de plata en los 3000 metros, con un tiempo de 7:50.19 segundos, tras el español Anacleto Jiménez y por delante del griego Panagiotis Papoulias.